# Altice USA

Das Logo des Unternehmens

Altice USA (ehemals Cablevision) ist ein US-amerikanisches Medienunternehmen. Cablevision ist die fünftgrößte Kabelfernsehgesellschaft des Landes und im internationalen Ranking der Medienkonzerne auf Platz 25.
Im September 2015 kündigte das niederländische Unternehmen Altice (seither in Altice Europe umfirmiert) die Übernahme von Cablevision für 17,7 Milliarden US-Dollar an; nach der Übernahme notierte Altice seine amerikanischen Aktivitäten aber 2017 erneut als selbständige Schwestergesellschaft unter Kontrolle des gemeinsamen Aktionärs Patrick Drahi unter dem Namen Altice USA an der Börse.

## Überblick
Cablevision wurde 1973 gegründet. Sitz des an der New Yorker Börse notierten Unternehmens ist Bethpage im US-Bundesstaat New York.
Chairman ist Charles Dolan, Präsident und CEO ist James L. Dolan. Die Familie Dolan ist mit einem Anteil von etwa 20 % und über 70 % der Stimmrechte auch Haupteigner. Charles F. Dolan war auch Gründer des TV-Senders HBO, der heute zu Time Warner gehört. Siehe auch Charles F. Dolan School of Business.
Cablevision beschäftigt etwa 20.000 Mitarbeiter und erzielte 2008 einen Umsatz von 7,23 Milliarden Dollar (Vorjahr 6,48 Milliarden), machte dabei allerdings einen Verlust von 225,57 Millionen Dollar (Vorjahr: 218,89 Millionen Dollar Gewinn), der vor allem auf die Übernahme der New Yorker Regionalzeitung Newsday zurückgeführt wird. Das operative Ergebnis lag bei 689,68 Millionen Dollar (Vorjahr: 911,07 Millionen).
Im Juni 2010 hat Cablevision eine Übereinkunft zur Übernahme des Branchenkollegen Bresnan Communications für rund 1,4 Milliarden Dollar geschlossen.

## Geschäftsfelder

### Kabelfernsehen
- iO Digital Cable (Digitalfernsehprovider): Cablevision lieferte 2008 Kabelfernsehen an 3,325 Millionen Haushalte (rund 15000 weniger als im Vorjahr).
- Über das Tochterunternehmen Rainbow Media hält Cablevision unter anderem Anteile an den Kabelfernseh-Senderketten AMC (86.000 Abonnenten), IFC (49.000) und WEtv (61.000). Der Sender Sundance Channel (über 30.000 Abonnenten) wurde 2008 übernommen. Über die Tochtergesellschaft Madison Square Garden L.P., Sparte MSG Media, zählen außerdem die Musiksendergruppe fuse TV sowie die Sportsender MSG Network und MSG Plus zu Cablevision.

### Kabelkommunikation
- Optimum Online (Breitband-Internet): über 2,4 Millionen Kunden (2008).
- Optimum Voice (IP-Telefonie): fast 1,9 Millionen Kunden (2008).
- Optimum Lightpath (Geschäftskundensparte)

### Nachrichtenmedien
- News 12 Networks (Nachrichtensender)
- Newsday (Regionalzeitung; Onlineausgabe nur kostenpflichtig abrufbar)

### Veranstaltungsimmobilien
Die Tochtergesellschaft Madison Square Garden L.P. ist Eigentümer und Betreiber des New Yorker Madison Square Garden und hat die Radio City Music Hall, das in den 1920ern am Broadway erbaute Beacon Theatre sowie das Chicago Theatre geleast.
Eine Sparte der MSG L.P., die MSG Entertainment, produziert in diesen und anderen Häusern diverse Shows und Veranstaltungen, unter anderem mit dem Tanzensemble The Rockettes.

### Sport
Cablevision ist über die Tochtergesellschaft Madison Square Garden L.P. (Abteilung MSG Sports) Besitzer der Mannschaften New York Knicks (Basketball), New York Rangers (Eishockey), New York Liberty (Basketball Frauen) und Hartford Wolf Pack (Eishockey).